# Luigi Dordei
Luigi Dordei (Tarquinia, 19 luglio 1981) è un cestista italiano.
È figlio e nipote d'arte, in quanto il padre Guglielmo e lo zio Giulio, in passato, hanno giocato a basket in Serie A.

## Carriera
Dopo aver iniziato la carriera in Serie C tra Civitavecchia e San Giovanni Valdarno, e in Serie B1 alla Virtus Rieti, Dordei nel 2002 ha debuttato in Legadue a Ragusa, dove ha lasciato la squadra all'inizio del girone di ritorno poiché girato in B1 a Bergamo. Dordei ha militato in terza serie anche nelle annate successive, rispettivamente a Vigevano, Imola sponda Virtus, e Veroli.
Nel 2006 torna a calcare i parquet della Legadue con l'ingaggio della Victoria Libertas Pesaro, poi promossa a fine stagione grazie alla vittoria dei playoff. Quindi ha giocato, sempre in Legadue, due anni alla Dinamo Sassari, due anni a Udine, uno in Sicilia a Barcellona, uno a Trento e metà stagione all'Andrea Costa Imola, con cui ha rescisso complici i problemi del club.
Nel gennaio 2014 veste nuovamente la canotta della Victoria Libertas Pesaro, questa volta in Serie A.
Il 5 luglio 2015 firma un biennale con la Pallacanestro Piacentina, dove però gioca per una sola stagione. Nell'annata 2016-2017, infatti, si prende un anno sabbatico per motivi personali legati al lavoro.
Il 25 luglio 2017 viene ufficializzato il suo ritorno sul parquet, ingaggiato da Ozzano (C Gold Emila Romagna). È uno dei protagonisti del campionato e contribuisce alla sua Ozzano alla promozione in Serie B e alla vittoria della Coppa Emilia. Nell'anno successivo prosegue l'avventura sempre con i New Flying Balls Ozzano nel terzo campionato nazionale e aiuta la formazione emiliana a centrare la salvezza anticipatamente.

## Palmarès
- Coppa Italia di Legadue: 1
 Aquila Trento: 2013

## Statistiche

### Presenze e punti nei club
Statistiche aggiornate al 23 giugno 2012
| Stagione        | Squadra                   | Competizione | Partite | Partite | Partite | Statistiche tiro | Statistiche tiro | Statistiche tiro | Altre statistiche | Altre statistiche | Altre statistiche | Altre statistiche | Altre statistiche |
| Stagione        | Squadra                   | Competizione | Pres.   | Titol.  | Minuti  | Tiri da 2        | Tiri da 3        | Liberi           | Rimb.             | Assist            | Rubate            | Stopp.            | Punti             |
| --------------- | ------------------------- | ------------ | ------- | ------- | ------- | ---------------- | ---------------- | ---------------- | ----------------- | ----------------- | ----------------- | ----------------- | ----------------- |
| '02-dic. '02    | Banca Popolare Ragusa     | Legadue      | 14      | 1       | 203     | 15/39            | 4/17             | 12/17            | 28                | 5                 | 12                | 3                 | 54                |
| 2005-2006       | Prima Veroli              | Serie B1     | 29      | 18      | 897     | 125/236          | 45/107           | 96/131           | 260               | 34                | 47                | 7                 | 481               |
| 2006-2007       | Scavolini Spar Pesaro     | Legadue      | 23      | 0       | 187     | 20/38            | 5/18             | 18/24            | 40                | 4                 | 10                | 1                 | 73                |
| 2007-2008       | Banco di Sardegna Sassari | Legadue      | 22      | 20      | 504     | 64/121           | 15/46            | 42/62            | 109               | 20                | 24                | 6                 | 215               |
| 2008-2009       | Banco di Sardegna Sassari | Legadue      | 15      | 11      | 302     | 42/70            | 9/29             | 25/37            | 70                | 11                | 14                | 4                 | 136               |
| 2009-2010       | Snaidero Cucine Udine     | Legadue      | 27      | 6       | 674     | 90/158           | 15/43            | 70/110           | 160               | 16                | 22                | 11                | 295               |
| 2010-2011       | Snaidero Udine            | Legadue      | 27      | 24      | 778     | 77/189           | 20/60            | 75/100           | 191               | 25                | 39                | 4                 | 289               |
| 2011-2012       | Sigma Barcellona          | Legadue      | 21      | 14      | 423     | 44/93            | 14/50            | 39/51            | 89                | 16                | 22                | 1                 | 169               |
| Totale carriera |                           |              |         |         |         |                  |                  |                  |                   |                   |                   |                   |                   |

### Play-off
Statistiche aggiornate al 23 giugno 2012
| Stagione        | Squadra                   | Competizione | Partite | Partite | Partite | Statistiche tiro | Statistiche tiro | Statistiche tiro | Altre statistiche | Altre statistiche | Altre statistiche | Altre statistiche | Altre statistiche |
| Stagione        | Squadra                   | Competizione | Pres.   | Titol.  | Minuti  | Tiri da 2        | Tiri da 3        | Liberi           | Rimb.             | Assist            | Rubate            | Stopp.            | Punti             |
| --------------- | ------------------------- | ------------ | ------- | ------- | ------- | ---------------- | ---------------- | ---------------- | ----------------- | ----------------- | ----------------- | ----------------- | ----------------- |
| 2005-2006       | Prima Veroli              | Serie B1     | 3       | 2       | 77      | 6/15             | 3/10             | 13/16            | 22                | 1                 | 3                 | 0                 | 34                |
| 2006-2007       | Scavolini Spar Pesaro     | Legadue      | 1       | 0       | 4       | 0                | 0                | 0                | 0                 | 0                 | 0                 | 0                 | 0                 |
| 2008-2009       | Banco di Sardegna Sassari | Legadue      | 1       | 0       | 1       | 0                | 0                | 0                | 1                 | 0                 | 0                 | 0                 | 0                 |
| 2009-2010       | Snaidero Cucine Udine     | Legadue      | 4       | 2       | 117     | 22/34            | 1/6              | 7/12             | 19                | 0                 | 1                 | 1                 | 54                |
| 2010-2011       | Snaidero Udine            | Legadue      | 3       | 3       | 54      | 6/12             | 0/7              | 2/2              | 22                | 2                 | 3                 | 0                 | 14                |
| 2011-2012       | Sigma Barcellona          | Legadue      | 4       | 0       | 79      | 15/26            | 3/5              | 8/14             | 23                | 5                 | 1                 | 0                 | 47                |
| Totale carriera |                           |              |         |         |         |                  |                  |                  |                   |                   |                   |                   |                   |